# Amata oblita
Amata oblita là một loài bướm đêm thuộc phân họ Arctiinae, họ Erebidae.